# Tulipa biflora
Tulipa biflora is een voorjaarsbloeier uit de leliefamilie (Liliaceae). De wetenschappelijke naam werd gepubliceerd door Peter Simon Pallas in 1776.

## Kenmerken
Tulipa biflora is een meerjarig bolgewas dat doorgaans een hoogte van 10 à 15 cm bereikt. De blauwbruine stengel van de plant is onbehaard en rechtopstaand. De soort heeft twee bladeren, welke 15 cm lang en 1 cm breed zijn. Heeft één tot twee stervormige bloemen De kroonbladeren zijn romig wit, met een grote heldere gele vlek aan de basis. De kelkbladeren zijn roze. Bloeit in maart en april.

## Voorkomen
Tulipa bifllora komt voor op de Krim, het zuidoosten van Europees Rusland, het centrale deel van de Wolgaregio, het zuiden van West-Siberië, het noorden van Kazachstan, Xinjiang, Centraal-Azië en Iran. Groeit op vlakke steppen en geërodeerde berghellingen.

## Synoniemen
Enkele regelmatig voorkomende synoniemen zijn:
- Tulipa buhseana Boiss.
- Tulipa koktebelica Junge
- Tulipa talijevii Klokov & Zoz
- Tulipa callieri Halácsy & Levier
- Tulipa crispatula Boiss. & Buhse
- Tulipa halophila Bornm. & Gauba
- Tulipa biflora var. buhseana Regel

... · 
T. biflora · 
T. gesneriana · 
T. suaveolens · 
T. sylvestris (Bostulp) ·  
...